# فريدون شهر
فريدون شهر (بالجورجية მარტყოფი  مارتقوفی) هي إحدى مدن محافظة أصفهان في إيران. تقع فريدون شهر في غرب محافظة أصفهان في سلسلة جبال زاغروس . عدد سكانها حوالي 13,592 نسمة. نصف سكان المدينة من الأقلية الجورجية في إيران.